# بریتنی اسپیرز زنده از لاس وگاس
زنده از لاس وگاس (به انگلیسی: Live from Las Vegas) مجموعه ویدئو خانگی از خواننده آمریکایی بریتنی اسپیرز است که در ۲۲ ژانویه ۲۰۰۲ توسط جایو رکوردز منتشر شد. ضبط این مجموعه مربوط به تور سال ۲۰۰۱ در سالن ام جی ام گرند گاردن در لاس وگاس می‌باشد که در آن بریتنی ۱۶ آهنگ را به صورت زنده اجرا می‌کند و در میان آن رقص‌های دسته جمعی نیز انجام می‌دهد. این مجموعه ویدئویی به مدت شش هفته مقام اول را در آمریکا بدست آورد و برنده سه جایزه پلاتینیوم دو بار در آمریکا و یکبار در فرانسه شد. این مجموعه ویدئویی نزدیک به دو میلیون نسخه در سراسر جهان به فروش رفت.